# Ausfallsbürgschaft
Die Ausfallsbürgschaft (auch Schadlosbürgschaft) ist im österreichischen Schuldrecht eine Form der Bürgschaft neben der gewöhnlichen Bürgschaft und der Haftung als „Bürge und Zahler“.
Der Ausfallsbürge verpflichtet sich gem. § 1356 ABGB zur Zahlung nur für den Fall, dass auch durch gerichtliche Exekution (etwa durch Verwertung von Fahrnissen oder Pfändung und Überweisung von Forderungen), also zwangsweise, die Schuld oder Restschuld vom Hauptschuldner nicht einbringlich gemacht werden kann. Bei der gemeinen Bürgschaft reicht es hingegen aus, dass der Schuldner seiner Zahlungsverpflichtung nach Mahnung durch den Gläubiger nicht in angemessener Frist nachkommt.
Bei der Haftung für Kredite unter Eheleuten hat das Gericht anlässlich einer Scheidung auf Antrag mit Wirkung für den Gläubiger auszusprechen, dass derjenige Ehegatte, der im Innenverhältnis zur Zahlung verpflichtet ist, Hauptschuldner, der andere Ausfallsbürge wird (§ 98 Abs. 1 Z 1 EheG). Die Beschränkung auf eine Ausfallbürgschaft wird in diesem Fall nicht durch Parteivereinbarung, sondern durch Richterspruch bestimmt. Der Eintritt der subsidiären Haftung des Ausfallbürgen ist in § 98 Abs. 2 EheG speziell geregelt.